# Abrantes Mendes
António Abrantes Mendes (Lisboa, 5 de fevereiro de 1908 - 25 de janeiro de 1987) foi um jogador de futebol português, que integrou a equipa do Sporting Clube de Portugal como atacante entre 1925 e 1937. Foi brevemente capitão da equipa, e na sua carreira futebolística completou 100 jogos, com 79 Golos marcados.
Enquanto jogador, completou o curso de Direito, sendo inclusive conhecido como "avançado doutor". Foi duas vezes internacional por Portugal.
Entre 1945 e 1945 for treinador da equipa,  e mais tarde integrou a direção do clube. Para além do seu trabalho no clube de futebol, foi também escrivão, e secretário geral da Procuradoria Geral da República. Foi opositor ao Estado Novo, sendo preso pela PIDE em 1952. 
O filho Sérgio Abrantes Mendes foi presidente da Assembleia geral do Sporting Clube de Portugal, e candidato à presidência do clube.
António morreu em Lisboa em 1987.